# Amauromorpha accepta
Amauromorpha accepta là một loài tò vò trong họ Ichneumonidae.